# Bacchus (odrůda révy vinné)

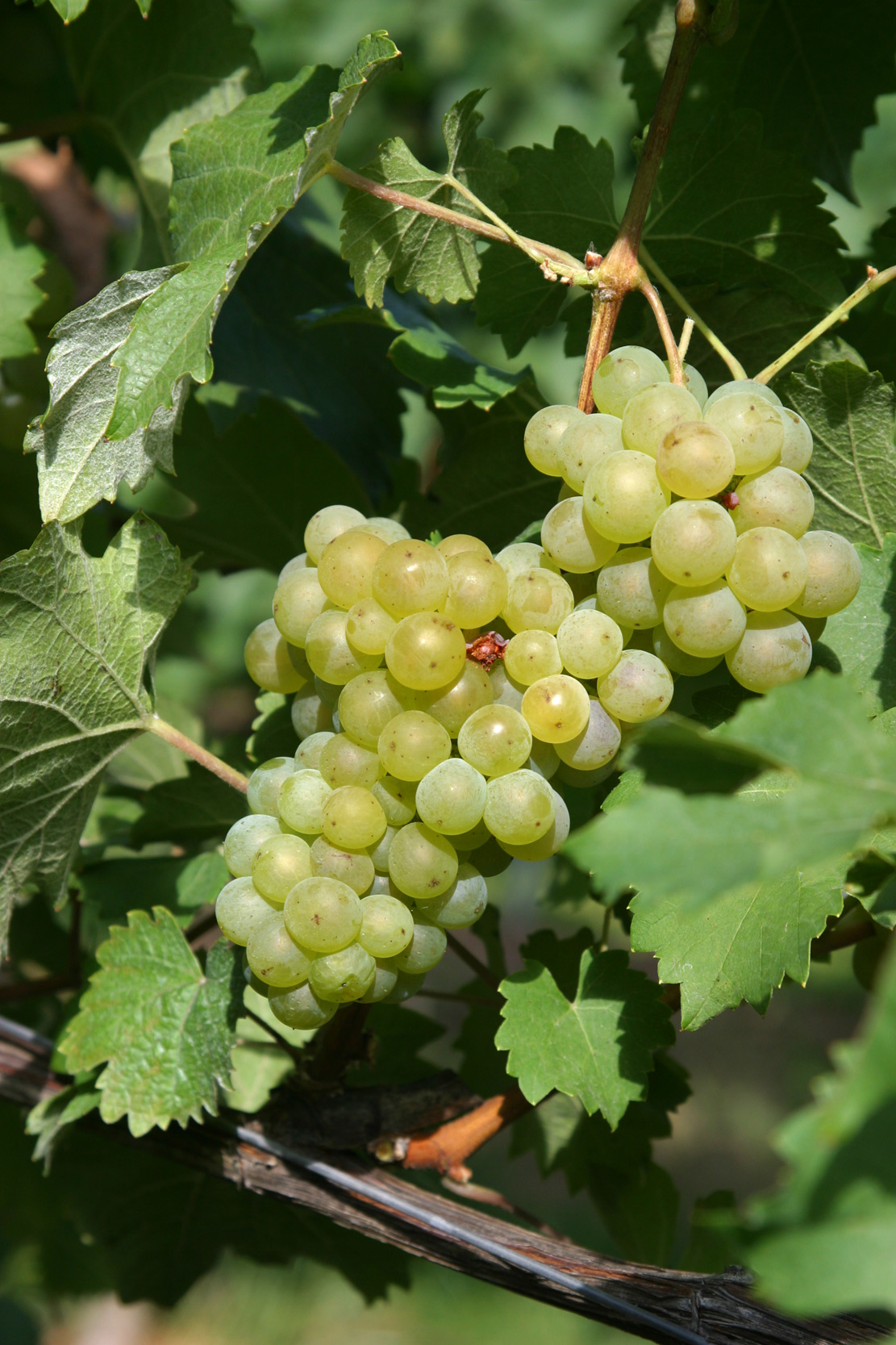
Bacchus

Bacchus (název dle katalogu VIVC Bacchus weiss) je středně pozdní moštová odrůda révy vinné (Vitis vinifera), určená k výrobě bílých vín, vyšlechtěná v Německu roku 1933, kříženec odrůd (Sylvánské zelené × Ryzlink rýnský) × Müller Thurgau. Odrůda je velmi populární nejen v Německu ale též v Anglii, především pro své ranější zrání a pro přirozenou vysokou cukernatost moštu.

## Popis

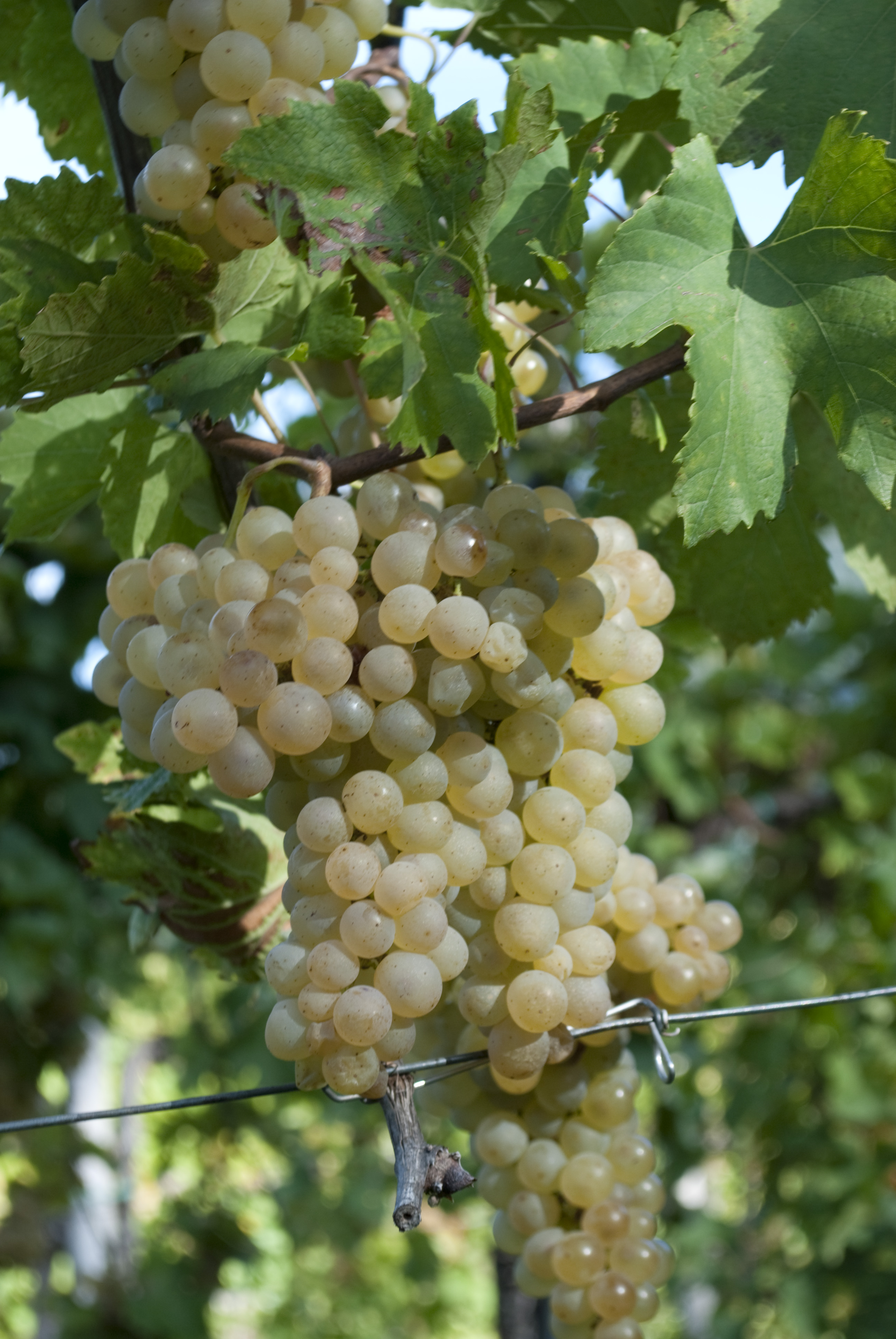
Hrozny a listy odrůdy Bacchus

Réva vinná (Vitis vinifera) odrůda Bacchus je jednodomá dřevitá pnoucí liána dorůstající v kultuře až několika metrů. Kmen tloušťky až několik centimetrů je pokryt světlou borkou, která se loupe v pruzích. Úponky umožňují této rostlině pnout se po pevných předmětech. Růst je středně bujný až bujný. Vrcholky letorostů jsou otevřené, středně hustě až hustě bíle plstnaté, velmi slabě pigmentované antokyaniny, mladé lístky jsou živě zelené, na spodní straně vlnatě ochmýřené. Jednoleté réví je světle hnědé až žlutavě hnědé, s tmavohnědými uzly.
Dospělý list je středně velký, tří- až pětilaločnatý s mělkými až středně hlubokými výkroji, které mají oblé dno, na líci je vrásčitý, málo až průměrně puchýřnatý, s výraznější žilnatinou, která je na vrchní straně listu od řapíku zhruba ke středu načervenalá, s ostře zoubkovaným okrajem. Řapíkový výkroj je lyrovitý, otevřený až mírně překrytý, řapík je kratší, načervenalý, žilnatina v oblasti napojení řapíku je velmi slabě pigmentovaná.
Oboupohlavní pětičetné květy v hroznovitých květenstvích jsou žlutozelené, samosprašné. Plodem jsou malé až středně velké, kulaté až mírně oválné, zelenožluté bobule, na osluněné straně s hnědými skvrnkami, s řídkou, rozplývavou dužinou jemně muškátové chuti. Hrozen je malý až středně velký (105 g), středně hustý až hustší, kuželovitý s křidélky.

## Původ a rozšíření
Bacchus je moštová odrůda vinné révy (Vitis vinifera), kříženec odrůd (Sylvánské zelené × Ryzlink rýnský) × Müller Thurgau. Odrůdu vyšlechtili roku 1933 v Německu, ve Falci (Institut für Rebenzüchtung Geilweilerhof), šlechtitelé Peter Morio a Bernhard Husfeld, do knihy odrůd byla v Německu zapsána roku 1972.
Odrůda je jedním z nejúspěšnějších německých kříženců, pěstována zde byla roku 2007 na 2.061 hektarech, tedy na 2 % plochy vinic, převážně v oblastech Rheinhessen (828 ha), Franken (742 ha), Nahe a Rýnská Falc, ale v poslední době její zastoupení na vinicích zvolna, ale setrvale klesá. Mimo Německo je pěstována hlavně v severních, okrajových vinařských státech, například v Anglii roku 1999 na 85 ha.
Odrůda není zapsána do Státní odrůdové knihy České republiky a není ani odrůdou, povolenou k výrobě zemských vín, nicméně v poslední době se rozšířila i na našich vinohradech, byť je zde spíše vzácným hostem.

## Název

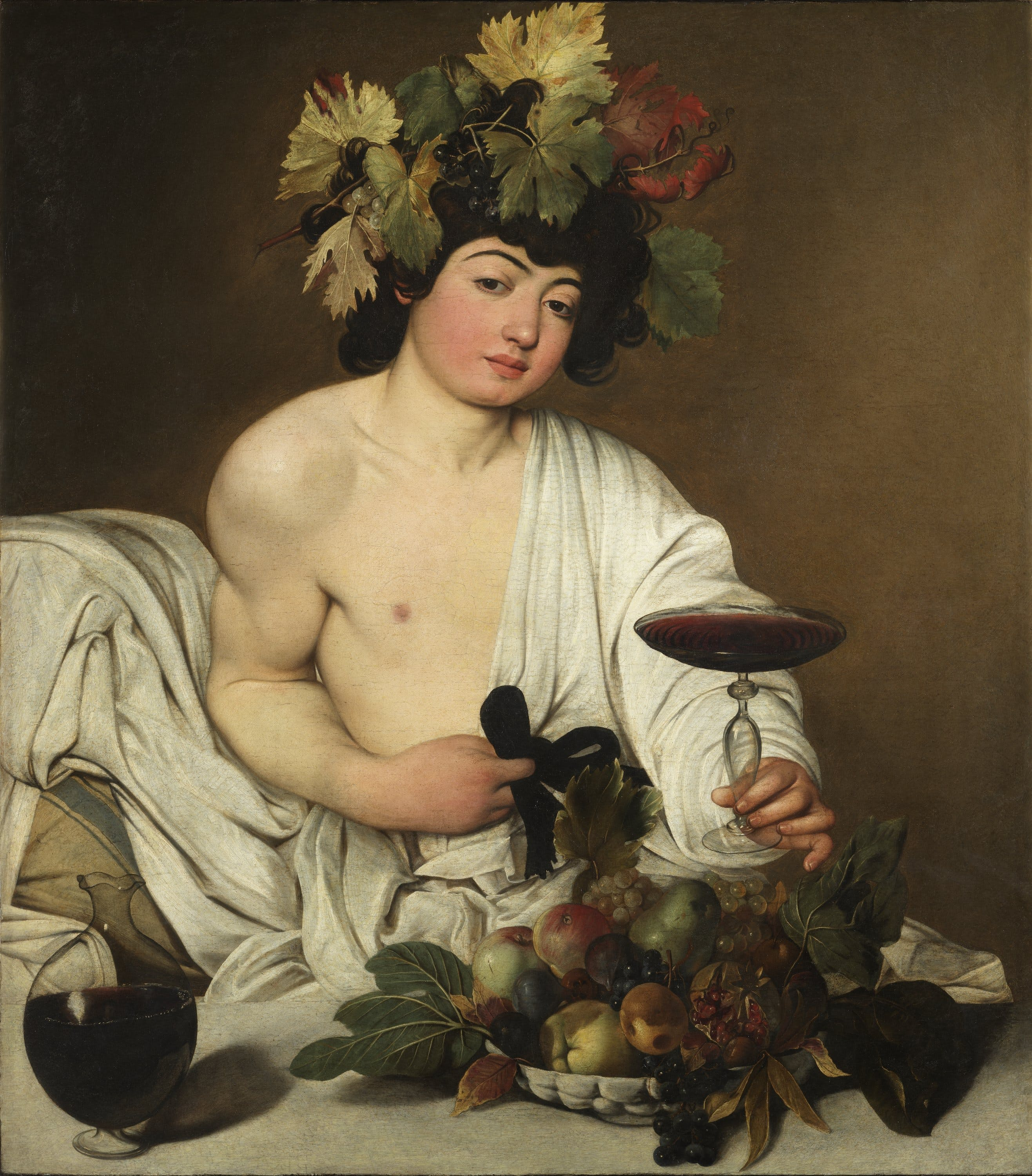
Bacchus, Caravaggio, 1595, Galleria degli Uffizi, Florencie

Bacchus, též Bakchus, je římskou obdobou řeckého boha Dionýsa, jehož otcem byl Zeus a matkou krásná Semelé. Byl pro Řeky bohem vína a nevázanosti a představoval intuitivní, spontánní stránku bytí. Ti, kdo ho uctívali, se oddávali divokým výstřelkům, při nichž odhazovaly zábrany i svou obvyklou totožnost a jako dočasná vtělení boha v sobě objevovali novou osobnost. Nakonec se naprostým vyčerpáním zhroutili a usnuli tam, kde jim nohy vypověděly poslušnost. Stěžejním rysem uctívání Dionýsa v klasických dobách bylo seskupování ženských tlup známých jako mainady nebo bakchantky; ty pak putovaly vždy několik dní v extatickém transu či ve stavu třeštění po horských svazích, pily víno, kojily mladá zvířata nebo je rvaly na kusy a pojídaly, zaklínaly hady a vůbec se chovaly divoce. Pro tento orgiastický prvek a pro to, že Dionýsa vyznávaly především ženy, hleděly mužské autority na jeho kult s podezřením; muži viděly ženy raději doma a pod svým vlivem.
Lokálně používaná synonyma této odrůdy jsou : Бахус (Rusko), Frühe Scheurebe (Německo), pracovní název křížence byl Geilweilerhof 33-29-133 či Gf. 33-29-133. Synonymum Frühe Scheurebe dalo, vytrženo z kontextu, vzniknout domněnce, že se jedná o odrůdu, která se dříve nazývala Scheurebe („früh“, německy „dříve“, ale též mj. „raně, časně, brzy“), jedná se samozřejmě o omyl, synonymum obě jinak typově podobné odrůdy vlastně odlišuje (myšleno „raněji dozrávající než Scheurebe“).

## Příbuzné odrůdy, možné záměny
V Německu je registrován tetraploidní klon odrůdy Bacchus, zapsaný v katalogu odrůd VIVC jako samostatná odrůda.
Bacchus Noir (Bacchus Bidault) je moštová a stolní odrůda původu Vitis vinifera, kterou roku 1876 vyšlechtil Francouz Ch. Bidault v Paříži, v botanické zahradě Jardin des Plantes, selektoval zde odrůdu, která vznikla spontánním opylením mateřské odrůdy Poulsard Noir neznámou odrůdou.
Bacchus Black je komerčně nevyužívaná interspecifická moštová odrůda (též hybridní odrůda, mezidruhové křížení, PiWi odrůda) amerického šlechtitele J.H. Rickettse z roku 1879, která vznikla selekcí spontánně opylené mateřské odrůdy Clinton pylem neznámé odrůdy.

## Pěstování

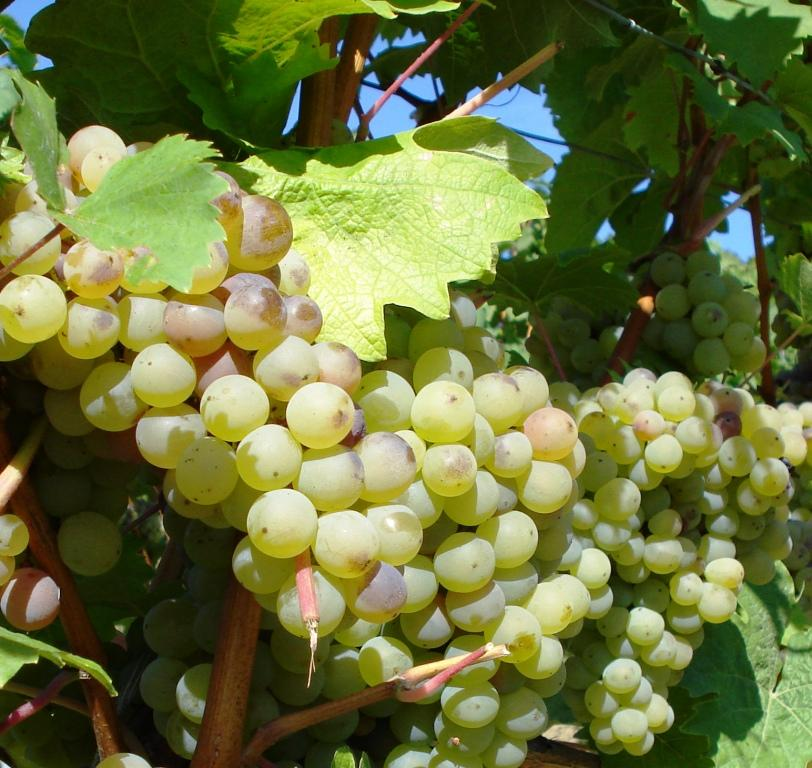
Bacchus, hrozny přílišně vystavené slunci

Růst středně bujný, réví vyzrává poměrně dobře, proto i zimnímu mrazu odolává odrůda středně dobře (do −21 °C), citlivější je k pozdním jarním mrazíkům, hrozny trpí též přílišným osluněním (sluneční úpal). Odrůda nemá sklon ke sprchávání. Optimální je střední vedení, vhodné jsou podnože SO-4, T 5C, Cr 2. Plodnost odrůdy je střední, 7–10 t/ha při cukernatosti moštu 16–20 °NM a aciditě 8–11 g/l.

### Fenologie
Odrůda raší i kvete středně pozdně, zraje dříve, než Ryzlink rýnský, od poloviny září, nicméně vyžaduje plného vyzrání, aby vyprodukovala tělnatá vína bohatá na extrakt, s osobitým charakterem, pro který je tak oblíbená.

### Choroby a škůdci
Proti houbovým chorobám je odolnost obecně průměrná, odrůda je náchylnější k padlí révovému (Uncinula necator), při vyšším zatížení keřů a vyšším infekčním tlaku trpí i plísní šedou (Botrytis cinerea), plísni révové (Plasmopara viticola) odolává relativně dobře.

### Poloha a půdy
Odrůdě se daří i v méně příznivých stanovištních podmínkách, upřednostňuje hluboké půdy s dostatkem živin a dobrým vodním režimem, neprospívá naopak ve studených a vlhkých půdách.

## Víno
Z redukované sklizně a z plně vyzrálých hroznů poskytuje odrůda živé víno světle žluté barvy, ryzlinkového typu, aromatické a ovocité, lehčí až středně plné a bohaté na extrakt, s osobitým charakterem, s hroznovou, jemně muškátovou chutí a vůní, ale mimo to i s ovocitým aroma žlutých jablek, červeného rybízu, pomerančů, kmínu a vavřínu.
Buketem může připomínat vína odrůdy Scheurebe, někdy mu ale schází acidita. Z vysokých sklizní, z nevyzrálých hroznů či z vinohradů na vlhkých a chladných půdách dává vína krátká, nezralá, často hrubá.
Víno se často používá do cuvée s vínem odrůdy Müller-Thurgau, neboť tuto odrůdu, se kterou se typově dobře doplňuje, dokáže obohatit o buket a ovocité aroma. Spolu také v Německu často tvoří u znalců nepříliš ceněnou směsku s názvem „Liebfraumilch“. Odrůdová vína jsou vhodná k moučníkům a dezertům. Vhodnost k archivaci vín je střední až menší, jsou určena k pití spíše jako mladá.

### Multimédia
- Ing. Radek Sotolář : Multimediální atlas podnožových, moštových a stolních odrůd révy, Mendelova zemědělská a lesnická universita Brno, zahradnická fakulta v Lednici
- Martin Šimek : Encyklopédie všemožnejch odrůd révy vinné z celýho světa s přihlédnutím k těm, co již ouplně vymizely, 2008–2012